# Венцель, Линда
Линда Венцель (нем. Linda Wenzel), известная также в Германии как Линда В. (нем. Linda W.), — гражданка Германии, член женской бригады «Аль-Ханса» Исламского государства, которая была пленена иракскими войсками во время битвы за Мосул и была осуждена за членство в ИГИЛ и нелегальный въезд в Ирак. Венцель получила прозвище Мосульской красавицы.

## Биография
Венцель родилась в протестантской семье. Её детство прошло в маленьком немецком городке Пульсниц, расположенном недалеко от Дрездена на границе с Чехией. Туда она переехала после развода родителей и жила в одном доме с матерью и отчимом. Венцель училась в местной школе имени Эрнста Ритшеля, она интересовалась математикой, химией и физикой.

## Радикализация
В начале 2016 года одноклассники Венцель заметили изменения в её поведении. Так она начала слушать арабскую музыку и попросила у директора разрешения носить платок в школе. Весной 2016 года Венцель сообщила родителям о своём растущем интересе к исламу, но не рассказала о том, что уже приняла его. Во время Рамадана она сказала своей семье, что сидит на диете, в то время как сама соблюдала пост. Её родители не нашли в её увлечении ничего предосудительного и даже приобрели ей копию Корана. По-видимому, Венцель общалась в интернете с исламистами, которые и убедили её обратиться в ислам. Однако, по словам бургомистра Пульсница, школа знала о принятии ею ислама за несколько месяцев до того, как она сбежала, и директор школы рассказал об этом родителям.
По словам самой Венцель она общалась в Интернете с иорданским подростком Фатема, который убедил её принять ислам и представил её будущему мужу, бывшему члену ИГИЛ Абу Усаме аш-Шисани, за которого она впоследствии вышла замуж посредством телефона.
В пятницу, 1 июля 2016 года, она сказала матери, что вернётся в ближайшее воскресенье в 4 часа, соврав, что проведёт выходные в гостях у подруги. Однако та ничего не знала о местонахождении Венцель. полиция Позднее полиция обнаружила спрятанные под матрасом в её комнате квитанции на два билета из Дрездена во Франкфурт и из Франкфурта в Стамбул, которые были приобретены обманным способом со счёта и по паспорту её матери.

## Исламское государство
Прибыв в Сирию, Венцель вышла замуж за чеченца, воевавшего за Исламское государство, после чего она перебралась в Мосул, чтобы самой сражаться на стороне Исламского государства. По-видимому, это произошло ещё до битвы за Мосул, разразившейся в октябре 2016 года. Её супруг был убит ещё в её начале. По некоторым данным, Венцель была на войне снайпером и якобы призналась, что убивала иракских солдат. Во время осады Мосула она получила огнестрельное ранение левого бедра, а также повредила правое колено в результате атаки с вертолёта.
Венцель, возможно, была членом бригады «Аль-Ханса», занимавшейся контролем за соблюдением нравственности в понимании идеологов Исламского государства и применявшей наказания, такие как порка. К нарушениям шариата, например, относили нанесение макияжа женщинами или не прикрытие себя одеждами в соответствии со стандартами Исламского государства.
18 июля 2017 года она была захвачена иракскими войсками в Мосуле вместе с четырьмя другими немками. У неё на руках в этот момент был истощённый мальчик, предположительно, её сын. Из-за того, что она толком не умела говорить по-арабски, иракские солдаты сначала приняли её за женщину-езидку, несмотря на то, что она отказалась от какой-любой помощи с их стороны. Видеозапись её задержания, на которой она кричала и плакала, когда её тащили иракские солдаты, была распространена через пару недель после её поимки.
15 декабря 2017 года Венцель смогла встретиться со своей семьёй в Багдаде, находясь в ожидании суда. 22 мая 2018 года Венцель была приговорена к пяти годам лишения свободы.

## Плен в Ираке
Венцель и ещё трём немкам иракскими властями были официально вынесены обвинения в совершении тяжких преступлений. Впоследствии немецкие дипломаты попытались предотвратить вынесение ей обвинений, грозящих смертной казнью, и соответствующего приговора. Они были уверены, что это им удастся, и что она, вероятно, будет отбывать длительный тюремный срок. Однако тогдашний премьер-министр Ирака Хайдер аль-Абади заявил 18 сентября 2017 года, что Венцель может грозить смертная казнь через повешение, поскольку:
Вы должны знать, что подростки по определённым законам несут ответственность за свои действия, особенно если это преступное деяние, равносильное убийству невинных людей
Венцель отвергла выдвинутые против неё обвинения, заявив, что она была лишь служанкой в ИГ. По её словам, власти Исламского государства отказали ей в возвращении в Германию после гибели мужа, предоставив ей как вдове месячное пособие, эквивалентное 200 долларам США.
По иракским законам Венцель могла быть приговорена к смертной казни, однако казнь не могла состояться, пока ей не исполнится 22 года. 18 февраля 2018 года СМИ сообщили, что она была приговорена к 6 годам тюремного заключения, включая пять лет за членство в ИГИЛ и год за незаконный въезд в Ирак.